# Mario Curletto
Mario Curletto   (Liorna, 13 de setembre de 1935 - Liorna, 22 de desembre de 2004) fou un tirador d'esgrima italià, especialista en floret, que va competir durant les dècades de 1950 i 1900.
El 1960 va prendre part en els Jocs Olímpics d'Estiu de Roma, on guanyà la medalla de plata en la prova del floret per equips del programa d'esgrima. Quatre anys més tard, als Jocs de Tòquio, va disputar dues proves del programa d'esgrima, quedant eliminat en sèries en ambdues.
En el seu palmarès també destaca una medalla de bronze al Campionat del món d'esgrima de 1958.